# PZ-90
PZ-90, abreviação de (Параметры Земли 1990 года, Parametry Zemli 1990 goda) é datum definido para uso no sistema russo GLONASS.
PZ-90 usa parâmetros elipsoidais associados ao sistema de referência SK-42.